# UEFA Champions League 1993-1994
La UEFA Champions League 1993-1994 fu la trentanovesima edizione della massima competizione continentale di calcio. Fu vinta dal Milan, che sconfisse in finale il Barcellona di Johan Cruijff per 4-0 ad Atene, aggiudicandosi la quinta Coppa dei Campioni della propria storia dopo aver perso la finale dell'anno prima contro l'Olympique Marsiglia.
Per la prima volta nella storia del torneo, la squadra campione uscente, nello specifico l'Olympique Marsiglia, non partecipò alla manifestazione. Il club francese fu, infatti, sostituito dal Monaco a causa della squalifica per illecito sportivo (coinvolgimento nell'affaire VA-OM).
La vittoria dei rossoneri ha rappresentato il punteggio col più ampio scarto nell'atto conclusivo della manifestazione dall'avvento della UEFA Champions League, fino alla finale dell’edizione 2025. Considerando la Coppa dei Campioni nel suo complesso, era la vittoria con maggiore scarto insieme a quella del Real Madrid per 7-3 sull'Eintracht Francoforte nell'edizione 1959-60, del Bayern Monaco per 4-0 sull'Atlético Madrid nella ripetizione della finale 1973-74 e dello stesso Milan per 4-0 sullo Steaua Bucarest nel 1988-89.

## Formula
A causa dei rivolgimenti politici nell'Europa dell'Est e dell'ammissione nell'UEFA di nuove piccole realtà, la competizione vide la partecipazione record di ben 42 formazioni ridotte da un turno preliminare alle classiche 32. Si inserirono vari paesi di recente indipendenza: la Bielorussia, la Moldavia, la Georgia e la Croazia, insieme al Galles che aveva organizzato per la prima volta un campionato.
Rispetto all'annata precedente venne apportata una modifica alla formula della Champions League che da due stagioni costituiva il cuore della manifestazione: fu infatti introdotta, solo in questa stagione, una semifinale incrociata tra prime e seconde da disputarsi in gara unica sul campo delle prime classificate.

## Turno preliminare
| Squadra 1        | Totale            | Squadra 2          | Andata | Ritorno |
| ---------------- | ----------------- | ------------------ | ------ | ------- |
| HJK              | 2 - 1             | Norma Tallinn      | 1 - 1  | 1 - 0   |
| FK Ekranas       | 0 - 2             | Floriana           | 0 - 1  | 0 - 1   |
| B68 Toftir       | 0 - 11            | Croazia Zagabria   | 0 - 5  | 0 - 6   |
| Skonto Riga      | 1 - 1 (11-10 dtr) | Olimpia Lubiana    | 0 - 1  | 1 - 0   |
| Cwmbran Town     | 4 - 4 (gfc)       | Cork City          | 3 - 2  | 1 - 2   |
| Dinamo Tbilisi   | 3 - 2             | Linfield           | 2 - 1  | 1 - 1   |
| Avenir Beggen    | 0 - 3             | Rosenborg          | 0 - 2  | 0 - 1   |
| Partizani Tirana | 0 - 3             | ÍA Akraness        | 0 - 0  | 0 - 3   |
| Omonia           | 2 - 3             | Aarau              | 2 - 1  | 0 - 2   |
| Zimbru Chișinău  | 1 - 3             | Beitar Gerusalemme | 1 - 1  | 0 - 2   |

## Sedicesimi di finale
| Squadra 1       | Totale      | Squadra 2          | Andata | Ritorno     |
| --------------- | ----------- | ------------------ | ------ | ----------- |
| Porto           | 2 - 0       | Floriana           | 2 - 0  | 0 - 0       |
| ÍA Akraness     | 1 - 3       | Feyenoord          | 1 - 0  | 0 - 3       |
| Monaco          | 2 - 1       | AEK Atene          | 1 - 0  | 1 - 1       |
| Steaua Bucarest | 4 - 4 (gfc) | Croazia Zagabria   | 1 - 2  | 3 - 2       |
| Rangers         | 4 - 4 (gfc) | Levski Sofia       | 3 - 2  | 1 - 2       |
| Werder Brema    | 6 - 3       | Dinamo Minsk       | 5 - 2  | 1 - 1       |
| Linfield        | 3 - 4       | Copenaghen         | 3 - 0  | 0 - 4 (dts) |
| Aarau           | 0 - 1       | Milan              | 0 - 1  | 0 - 0       |
| AIK             | 1 - 2       | Sparta Praga       | 1 - 0  | 0 - 2       |
| HJK             | 0 - 6       | Anderlecht         | 0 - 3  | 0 - 3       |
| Honvéd          | 3 - 5       | Manchester Utd     | 2 - 3  | 1 - 2       |
| Galatasaray     | 3 - 1       | Cork City          | 2 - 1  | 1 - 0       |
| Lech Poznań     | 7 - 2       | Beitar Gerusalemme | 3 - 0  | 4 - 2       |
| Skonto Riga     | 0 - 9       | Spartak Mosca      | 0 - 5  | 0 - 4       |
| Dinamo Kiev     | 4 - 5       | Barcellona         | 3 - 1  | 1 - 4       |
| Rosenborg       | 4 - 5       | Austria Vienna     | 3 - 1  | 1 - 4       |

## Ottavi di finale
| Squadra 1      | Totale      | Squadra 2       | Andata | Ritorno |
| -------------- | ----------- | --------------- | ------ | ------- |
| Porto          | 1 - 0       | Feyenoord       | 1 - 0  | 0 - 0   |
| Monaco         | 4 - 2       | Steaua Bucarest | 4 - 1  | 0 - 1   |
| Levski Sofia   | 2 - 3       | Werder Brema    | 2 - 2  | 0 - 1   |
| Copenaghen     | 0 - 7       | Milan           | 0 - 6  | 0 - 1   |
| Sparta Praga   | 2 - 5       | Anderlecht      | 0 - 1  | 2 - 4   |
| Manchester Utd | 3 - 3 (gfc) | Galatasaray     | 3 - 3  | 0 - 0   |
| Lech Poznań    | 2 - 7       | Spartak Mosca   | 1 - 5  | 1 - 2   |
| Barcellona     | 5 - 1       | Austria Vienna  | 3 - 0  | 2 - 1   |

## UEFA Champions League

### Gruppo A
| Squadra       | P.ti | G | V | N | P | GF | GS | DR  |
| ------------- | ---- | - | - | - | - | -- | -- | --- |
| Barcellona    | 10   | 6 | 4 | 2 | 0 | 13 | 3  | +10 |
| Monaco        | 7    | 6 | 3 | 1 | 2 | 9  | 4  | +5  |
| Spartak Mosca | 5    | 6 | 1 | 3 | 2 | 6  | 12 | -6  |
| Galatasaray   | 2    | 6 | 0 | 2 | 4 | 1  | 10 | -9  |

| Prima giornata   |     |               |
| Monaco           | 4–1 | Spartak Mosca |
| Galatasaray      | 0-0 | Barcellona    |
| Seconda giornata |     |               |
| Barcellona       | 2–0 | Monaco        |
| Spartak Mosca    | 0–0 | Galatasaray   |
| Terza giornata   |     |               |
| Monaco           | 3–0 | Galatasaray   |
| Spartak Mosca    | 2–2 | Barcellona    |
| Quarta giornata  |     |               |
| Galatasaray      | 0–2 | Monaco        |
| Barcellona       | 5–1 | Spartak Mosca |
| Quinta giornata  |     |               |
| Barcellona       | 3–0 | Galatasaray   |
| Spartak Mosca    | 0–0 | Monaco        |
| Sesta giornata   |     |               |
| Monaco           | 0–1 | Barcellona    |
| Galatasaray      | 1–2 | Spartak Mosca |

### Gruppo B
| Squadra      | P.ti | G | V | N | P | GF | GS | DR |
| ------------ | ---- | - | - | - | - | -- | -- | -- |
| Milan        | 8    | 6 | 2 | 4 | 0 | 6  | 2  | +4 |
| Porto        | 7    | 6 | 3 | 1 | 2 | 10 | 6  | +4 |
| Werder Brema | 5    | 6 | 2 | 1 | 3 | 11 | 15 | -4 |
| Anderlecht   | 4    | 6 | 1 | 2 | 3 | 5  | 9  | -4 |

| Prima giornata   |     |              |
| Anderlecht       | 0–0 | Milan        |
| Porto            | 3–2 | Werder Brema |
| Seconda giornata |     |              |
| Milan            | 3–0 | Porto        |
| Werder Brema     | 5–3 | Anderlecht   |
| Terza giornata   |     |              |
| Anderlecht       | 1–0 | Porto        |
| Milan            | 2–1 | Werder Brema |
| Quarta giornata  |     |              |
| Porto            | 2–0 | Anderlecht   |
| Werder Brema     | 1–1 | Milan        |
| Quinta giornata  |     |              |
| Milan            | 0–0 | Anderlecht   |
| Werder Brema     | 0–5 | Porto        |
| Sesta giornata   |     |              |
| Anderlecht       | 1–2 | Werder Brema |
| Porto            | 0–0 | Milan        |

### Semifinali
| Squadra 1  | Risultato | Squadra 2 |
| ---------- | --------- | --------- |
| Milan      | 3 - 0     | Monaco    |
| Barcellona | 3 - 0     | Porto     |

### Finale
| Arbitro: | Philip Don |

|                                              |           |  |
| Massaro 22’ 45+3’ Savićević 47’ Desailly 58’ | Marcatori |  |

| Milan | Barcellona |

| Milan           |    |                    |     |     |
|                 |    |                    |     |     |
| P               | 1  | Sebastiano Rossi   |     |     |
| TD              | 2  | Mauro Tassotti (C) | 35’ |     |
| TS              | 3  | Christian Panucci  | 88’ |     |
| CC              | 4  | Demetrio Albertini | 53’ |     |
| DC              | 5  | Filippo Galli      |     |     |
| DC              | 6  | Paolo Maldini      |     | 83’ |
| CLS             | 7  | Roberto Donadoni   |     |     |
| CC              | 8  | Marcel Desailly    |     |     |
| CLD             | 9  | Zvonimir Boban     |     |     |
| AT              | 10 | Dejan Savićević    |     |     |
| AT              | 11 | Daniele Massaro    | 45’ |     |
| A disposizione: |    |                    |     |     |
| P               | 12 | Mario Ielpo        |     |     |
| D               | 13 | Stefano Nava       |     | 83’ |
| C               | 14 | Angelo Carbone     |     |     |
| A               | 15 | Gianluigi Lentini  |     |     |
| A               | 16 | Marco Simone       |     |     |
| Allenatore:     |    |                    |     |     |
| Fabio Capello   |    |                    |     |     |

|                 |    |                       |     |     |
| P               | 1  | Andoni Zubizarreta    |     |     |
| D               | 2  | Albert Ferrer         | 58’ |     |
| C               | 3  | Josep Guardiola       |     |     |
| D               | 4  | Ronald Koeman         |     |     |
| D               | 5  | Miguel Ángel Nadal    | 54’ |     |
| C               | 6  | José Mari Bakero (C)  | 48’ |     |
| D               | 7  | Sergi                 | 55’ | 71’ |
| A               | 8  | Hristo Stoičkov       | 24’ |     |
| C               | 9  | Guillermo Amor        |     |     |
| A               | 10 | Romário               |     |     |
| A               | 11 | Txiki Begiristain     |     | 51’ |
| A disposizione: |    |                       |     |     |
| D               | 12 | Juan Carlos           |     |     |
| P               | 13 | Carles Busquets       |     |     |
| C               | 14 | Eusebio               |     | 51’ |
| D               | 15 | Jon Andoni Goikoetxea |     |     |
| A               | 16 | Quique Estebaranz     |     | 71’ |
| Allenatore:     |    |                       |     |     |
| Johan Cruijff   |    |                       |     |     |

## Classifica marcatori
Sono escluse le gare del turno preliminare.
| Gol |  | Minuti giocati | Giocatore         | Squadra       |
| --- |  | -------------- | ----------------- | ------------- |
| 8   |  | 887'           | Wynton Rufer      | Werder Brema  |
| 8   |  | 1076'          | Ronald Koeman     | Barcellona    |
| 7   |  | 720'           | Hristo Stoičkov   | Barcellona    |
| 7   |  | 742'           | Luc Nilis         | Anderlecht    |
| 5   |  | 644'           | Bernd Hobsch      | Werder Brema  |
| 5   |  | 900'           | Valerij Karpin    | Spartak Mosca |
| 4   |  | 540'           | Jean-Pierre Papin | Milan         |
| 4   |  | 602'           | Nikolaj Pisarev   | Spartak Mosca |
| 4   |  | 776'           | Viktor Onopko     | Spartak Mosca |
| 4   |  | 789'           | Daniele Massaro   | Milan         |
| 4   |  | 831'           | Marco Bode        | Werder Brema  |
| 4   |  | 900'           | Jürgen Klinsmann  | Monaco        |